# Culex trifoliatus
Culex trifoliatus är en tvåvingeart som beskrevs av Edwards 1914. Culex trifoliatus ingår i släktet Culex och familjen stickmyggor. Inga underarter finns listade i Catalogue of Life.